# Luca Bolay
Luca Bolay (* 25. Juli 2002 in Leonberg) ist ein deutscher Fußballspieler.

## Karriere
Nach seinen Anfängen in der Jugend des TSV Heimsheim und des SKV Rutesheim wechselte er im Sommer 2015 in die Jugendabteilung des Karlsruher SC. Nach insgesamt 19 Spielen in der B-Junioren-Bundesliga und fünf Spielen in der A-Junioren-Bundesliga, bei denen ihm insgesamt zwei Tore gelangen, erhielt er dort seinen ersten Profivertrag und wurde gleichzeitig für eine Spielzeit an die zweite Mannschaft des 1. FC Nürnberg in die Regionalliga Bayern ausgeliehen. Nach seiner Rückkehr debütierte er am 15. Oktober 2022, dem 12. Spieltag, bei der 1:2-Heimniederlage gegen den SV Darmstadt 98 in der 2. Bundesliga, als er in der 89. Spielminute für Jerôme Gondorf eingewechselt wurde.
Anfang Januar 2023 wechselte Bolay zum Drittligisten SV Waldhof Mannheim. Im Sommer 2024 verließ er den Verein wieder, nachdem sein Vertrag nicht verlängert wurde.
Bolay wechselte zum 1. Juli 2024 zum SC Preußen Münster, Aufsteiger in die 2. Fußball-Bundesliga.